# 여성화 (생물학)
여성화(女性化, 영어: feminization)의 요인은 여러 가지가 있는데 그 중 하나가 생물학적 요인에 의한 여성화이다. 대부분의 경우 여성 호르몬 과다가 원인으로 작용한다.

## 여성 호르몬 과다

### 원인
여성 호르몬 과다의 원인은 다음과 같이 나눌 수 있다.
- 여성 호르몬 과다 분비증
- 자발적인 여성 호르몬 과다섭취
- 환경 호르몬

### 증상
아래와 같이 전체적인 여성화가 이루어진다.
- 체형의 여성화
- 목소리가 가늘어짐.
- 여성형 유방
- 피부가 매끄러워짐
- 체모의 감소

또한, 이 경우 유방암의 발병 위험이 높아진다.

## 다른 원인
- 염색체 이상에 의한 경우가 있다.
  - 성염색체 XXY (클라인펠터 증후군)

## 같이 보기
- 활동적 여성화
- 사회학적 여성화